# Совет комиссаров (Сербия)
Совет комиссаров (серб. Савет комесара Србије), также комиссарская управа ― первая сербская гражданская квислинговская администрация, созданная во время Второй мировой войны в оккупированной германскими войсками Сербии и подчинённая германскому командованию. Совет комиссаров просуществовал с 30 апреля по 29 августа 1941 года и возглавлялся бывшим министром внутренних дел Югославии Миланом Ачимовичем. 29 августа 1941 года заменён так называемым Сербским правительством генерала Милана Недича.

## История
Адольф Гитлер изначально некоторое время рассматривал идею полного уничтожения сербского государства, но вскоре отказался от неё. Начались поиски коллаборационистов среди сербов. На пост главного управляющего гражданской администрацией рассматривались премьер-министр Драгиша Цветкович, бывший югославский министр иностранных дел Александр Цинцар-Маркович, бывший министр внутренних дел Милан Ачимович, председатель «квази-фашистского» движения Збор Димитрие Лётич и начальник белградской полиции Драгомир Йованович. Немецкое военное командование в Сербии остановилось на кандидатуре Ачимовича, который сформировал Совет комиссаров 30 апреля 1941 года. В него вошли десять комиссаров (немецкие власти отказались от Лётича, поскольку они полагали, что он имел «сомнительную репутацию среди сербов»). Ачимович, ярый антикоммунист, имел контакты с немецкими агентами ещё до войны. Он был приведен к присяге в конце мая 1941 года. В состав комиссариата вошли Стивен Иванич, Момчило Янкович, Ристо Йоич, Станислав Йосифович, Лазо Костич, Душан Летица, Душан Пантич, Йеврем Протич и Милислав Васильевич. Каждый комиссар заведовал один из бывших югославских министерств (Министерство армии и флота было расформировано). Несколько комиссаров занимали министерские посты в довоенном югославском правительстве, а Иванич и Васильевич имели тесные связи с движением Збор. Одной из первых задач новой администрации стало участие в осуществлении приказа командира СС в Сербии Харальда Турнера о регистрации «всех евреев и цыган» на оккупированной территории и наложения жестких ограничений на их деятельность. В то время как немецкое военное правительство осуществляло надзор за соблюдением этих приказов, Ачимович и его министерство внутренних дел занимались их непосредственным осуществлением.
В мае 1941 года немецкий военный губернатор Сербии, Гельмут Фёрстер, вынес целый ряд постановлений, которые содержали требования о регистрации всего полиграфического оборудования, принятие ограничений на печать прессы, работу театров и других увеселительных заведений и возобновления промышленного производства. Фёрстер также упразднил Национальный банк Королевства Югославии и создал Сербский национальный банк, чтобы заменить его. 2 июня 1941 года Фёрстера на посту губернатора заменил другой офицер Люфтваффе, Людвиг фон Шрёдер.
В середине мая администрация Ачимовича обнародовала заявление о том, что сербский народ хотел «искреннего и преданного сотрудничества со своим великим соседом, немецким народом». Большинство старых чиновников остались на своих местах, а немецкая военная администрация разместила своих собственных управляющих на каждом уровне власти, чтобы контролировать гражданскую администрацию.

## Список комиссаров

### С 30 апреля 1941 года
Начиная с 30 апреля 1941 года комиссарам были:
- Милан Ачимович, председатель Совета комиссаров и комиссар по вопросам внутренних дел
- Ристо Йоич, комиссар по вопросам образования
- Душан Летица, комиссар по вопросам финансов
- Душан Пантич, комиссар по вопросам почты и телеграфа
- Момчило Янкович, комиссар по вопросам юстиции
- Результат Васильевич, комиссар по вопросам национальной экономики
- Лазо Костич, комиссар по вопросам транспорта
- Стеван Иванич, комиссар по вопросам социальной политики/здоровья
- Станислав Йосифович, комиссар по вопросам строительства
- Еремия Протич, комиссаром по вопросам продовольствия и сельского хозяйства

Согласно утверждению историка Филиппа Коэна, Ачимович, Васильевич и Иванич стали нацистскими агентами ещё до вторжения в Югославию.

### С 11 июля 1941 года
После переформирования совета 11 июля 1941 года комиссарами были:
- Милан Ачимович, Председатель Совета комиссаров и комиссар по вопросам внутренних дел
  - Танасие Динич, первый заместитель
  - Джордже Перич, второй заместитель
- Велибор Йонич, комиссар по вопросам образования
  - Владимир Велмар-Янкович, заместитель
- Ранисав Аврамович, комиссар по вопросам дорожного движения
  - Никола Дурич, заместитель
- Момчило Янкович, комиссар по вопросам юстиции
  - Дура Котур, заместитель
- Душан Летица, комиссар по вопросам финансов
  - Милан Хорватский, заместитель
- Душан Пантич, комиссар по вопросам почты и телеграфа
  - Милорад Димитриевич, заместитель
- Станислав Йосифович, комиссар по вопросам строительства
  - Заместителей нет
- Будимир Цвийанович, комиссар по вопросам продовольствия
  - Заместителей нет
- Миловслав Васильевич, комиссар по делам народного хозяйства
  - Д-р Михайлович, заместитель
- Стеван Иванич, комиссар по вопросам социальной политики и здравоохранения
  - Божидар-Дарко Петрович, заместитель

### Комментарии
1. ↑  Квислинг/квислинги — имя нарицательное, происходящее от имени норвежского политика В. А. Квислинга, обозначающее лиц, сотрудничавших с немецкими и итальянскими оккупационными войсками во Второй мировой войне. Как правило, член правительства страны, сотрудничающей с оккупационной державой. Известными квислингами были: маршал Ф. Петен, Й. Антонеску, Йозеф Тисо, П. Лаваль, А. Павелич, М. Недич, Л. Рупник и др.[1].